# Goniometar
Goniometar je mjerni instrument za mjerenje kutova. Različiti tipovi goniometra primjenjuju se u navigaciji, geodeziji i topografiji, kristalografiji, antropologiji i tako dalje.

## Goniometar u kristalografiji
U kristalografiji goniometar služi za mjerenje kutova što ih međusobno zatvaraju plohe kristala. Za mjerenje krupnijih kristala može se upotrebljavati kontaktni goniometar, s kracima koji se prislanjaju na kristal. Prvi takav goniometar konstruirao je francuski mineralog Arnould Carangeot 1783. Dvokružni refleksni goniometar mjeri kutove s pomoću svjetlosnih zraka odraženih s ploha kristala. Jednokružni refleksni goniometar, osim za mjerenje kutova, služi i kod mjerenja indeksa loma metodom najmanjeg otklona.

## Goniometar u geodeziji
U geodeziji je goniometar općenit i malo upotrebljavan naziv za instrumente za mjerenje kutova. Pri izmjeri zemljišta, za određivanje magnetskih azimuta i mjerenje kutova upotrebljavao se instrument koji je bio poznat pod nazivom goniometar-busola (kompasni teodolit). Suvremena inačica tog mjernog instrumenta, digitalni goniometar, danas se primjenjuje za vojne namjene. Najčešće ga uz elektronske uređaje za određivanje azimuta i elevacije sačinjavaju i laserski daljinomjer, noćni vizir i GPS-prijamnik, koji spregnuti u sustav omogućuju određivanje položaja cilja, upravljanje i korekciju topničke paljbe i slično.

## Goniometar u navigaciji
U navigaciji se za određivanje položaja broda ili zrakoplova često primjenjuje radiogoniometar, uređaj za određivanje smjera iz kojega se primaju radiovalovi (radiogoniometrija), a na brodovima se goniometrom također naziva i smjerna ploča, to jest navigacijska naprava za mjerenje kutova u ravnini obzora. Hidroakustički goniometar služi za određivanje položaja izvora podvodnoga zvučnog signala, na primjer signala s podmornica ili brodova (sonar). 

### Radiogoniometrija
Radiogoniometrija je radionavigacijski postupak za određivanje takozvanog radiosmjera s pomoću radiogoniometra. Radiosmjer se određuje kao kut (azimut) između smjera radio odašiljača (radiofar) i nekoga referentnog smjera (najčešće smjer sjevera) i služi za utvrđivanje trenutačnoga položaja korisnika (na primjer zrakoplova). Radiogoniometar (radiolokator) je elektronski uređaj koji se sastoji od radio prijamnika i pokazivača smjera (kazaljka ili katodna cijev) te od antenskoga sustava s usmjerenom karakteristikom, ako se smjer određuje prema amplitudi prijamnoga signala, ili s neusmjerenom karakteristikom, s dvije ili više razmaknutih antena, ako se smjer određuje prema faznim razlikama između napona na susjednim antenama. Antena ručnoga radiogoniometra okreće se rukom i traži se smjer najvećega ili najmanjega prijamnog signala, dok automatski radiogoniometar pokazuje smjer radio odašiljača čim se ugodi na njegovu frekvenciju. Ako su poznate zemljopisne pozicije nekoliko radio odašiljača, može se utvrditi trenutačni položaj korisnika određivanjem radiosmjerova prema radio odašiljačima i ucrtavanjem smjerova na zemljovidu; u sjecištu tih pravaca nalazit će se traženi položaj. Radiogoniometar se može koristiti i za utvrđivanje položaja nepoznatoga radio odašiljača, ako se s 2 poznata položaja utvrde dva radiosmjera prema istomu odašiljaču i ucrtaju se kao pravci na zemljovidu; radioodašiljač se tada nalazi u sjecištu tih pravaca. Radiogoniometrija se mnogo primjenjivala za navigaciju brodova i zrakoplova. U današnje se doba pretežito koristi u vojne i civilne svrhe, za elektronsko izviđanje i lociranje radijskih postaja, a njom se koriste i radioamateri na natjecanjima u traženju skrivenih odašiljača.

### Sonar
Sonar (prema engl. Sound Navigation and Ranging: navigacija i određivanje udaljenosti s pomoću zvuka) je hidroakustički uređaj za podvodno motrenje. Radi na osnovi širenja zvučnih valova pod vodom, u čujnom (zvučnom) ili nečujnom (ultrazvučnom) području. Aktivni sonar s pomoću predajnika odašilje zvučne impulse; udaljenost nekog tijela određuje se mjerenjem vremena između odašiljanja impulsa i njegova povratka nakon odbijanja (refleksije) od tijela, a smjer tijela (azimut) određuje se na osnovi karakteristike usmjerenosti prijamnika. Današnji aktivni sonari uglavnom pretražuju (skeniraju) prostor dio po dio, a podvodnu situaciju prikazuju na zaslonu u obliku panoramske slike. Pasivni sonar prima podvodne zvukove što ih proizvodi neko tijelo (brod, podmornica, torpedo) svojim djelovanjima. Proučavanjem tih zvukova određuje točan položaj tijela, a uz pomoć računalne baze zvukova i vrstu tijela, pripadnost, njegovo trenutačno djelovanje i drugo. Prednost je pasivnih sonara u odnosu na aktivne to što pri radu ne otkrivaju motritelja. Za civilne namjene rabe se sonari najrazličitije složenosti, za otkrivanje ribljih jata (ehosonder), određivanje dubine (eholot; dubinomjer) i podvodnu orijentaciju, mjerenje brzine kretanja, te za znanstvena i oceanografska istraživanja. U vojnoj primjeni, sonar služi na podmornicama za otkrivanje drugih podmornica i površinskih brodova, njime su opremljena samonavođena torpeda; za otkrivanje podmornica površinskim je brodovima sonar pričvršćen na trup ili ga tegle za sobom, a postoje i njime opremljeni helikopteri, koji primopredajnik s pomoću užeta spuštaju u more i tako pretražuju podmorje, ne ometajući sonar šumovima vlastita pogona.